# 穆日瑙伊·若尔特
穆日瑙伊·若尔特（匈牙利語：Muzsnay Zsolt，1965年6月20日—），罗马尼亚男子足球运动员，司职中场。他曾代表罗马尼亚国家队参加1990年国际足联世界杯，结果队伍止步十六强。